# Tournoi d'ouverture du championnat d'Haïti de football 2003
Navigation
Tournoi précédent Tournoi suivant
Le tournoi d’ouverture de la saison 2003 du Championnat d'Haïti de football est le premier tournoi saisonnier de la quatorzième édition de la première division à Haïti. Les seize meilleures équipes du pays sont regroupées au sein d’une poule unique où elles s’affrontent une seule fois. Il n’y a pas de relégation à l’issue du tournoi.
C'est le Don Bosco FC qui remporte la compétition après avoir battu l’AS Cavaly en finale de tournoi, les deux clubs ayant terminé à égalité en tête du classement final. C’est le second titre de champion d'Haïti de l'histoire du club après celui remporté en 1971.

## Les clubs participants
| - Violette AC - Carioca Port-au-Prince - AS Cavaly - FICA - AS Capoise - Don Bosco FC - Roulado FC - Valencia Léogâne | - Baltimore SC - Racing Gonaïves - Aigle Noir AC - Tempête FC - Victory SC - Promu de Division 2 - Racing Club Haïtien - AS de Carrefour - Promu de Division 2 - Zénith Cap-Haïtien |

## Compétition
Le barème de points servant à établir le classement se décompose ainsi :
- Victoire : 3 points
- Match nul : 1 point
- Défaite : 0 point

### Classement
| Rang | Équipe                 | Pts | J  | G | N | P  | Bp | Bc | Diff |
| ---- | ---------------------- | --- | -- | - | - | -- | -- | -- | ---- |
| 1    | Don Bosco FC           | 30  | 15 | 8 | 6 | 1  | 24 | 9  | +15  |
| 2    | AS Cavaly              | 30  | 15 | 9 | 3 | 3  | 13 | 9  | +4   |
| 3    | AS Capoise             | 24  | 15 | 6 | 6 | 3  | 15 | 9  | +6   |
| 4    | Racing Gonaïves        | 24  | 15 | 6 | 6 | 3  | 14 | 8  | +6   |
| 5    | Aigle Noir AC          | 24  | 15 | 7 | 3 | 5  | 10 | 8  | +2   |
| 6    | Baltimore SC           | 23  | 15 | 6 | 5 | 4  | 14 | 10 | +4   |
| 7    | FICA                   | 23  | 15 | 6 | 5 | 4  | 12 | 11 | +1   |
| 8    | Violette AC            | 22  | 15 | 6 | 4 | 5  | 14 | 12 | +2   |
| 9    | Tempête FC             | 21  | 15 | 6 | 3 | 6  | 16 | 19 | -3   |
| 10   | Valencia Léogâne       | 17  | 15 | 4 | 5 | 6  | 12 | 15 | -3   |
| 11   | Carioca Port-au-Prince | 17  | 15 | 4 | 5 | 6  | 10 | 13 | -3   |
| 12   | AS de CarrefourP       | 16  | 15 | 4 | 4 | 7  | 16 | 16 | 0    |
| 13   | Roulado FC             | 16  | 15 | 3 | 7 | 5  | 8  | 12 | -4   |
| 14   | Racing Club HaïtienT   | 15  | 15 | 4 | 3 | 8  | 14 | 19 | -5   |
| 15   | Victory SCP            | 11  | 15 | 2 | 5 | 8  | 6  | 16 | -10  |
| 16   | Zénith Cap-Haïtien     | 11  | 15 | 3 | 2 | 10 | 9  | 21 | -12  |

|  | Participation au barrage pour le titre      |
|  | T : Tenant du titre P : Promu de Division 2 |

### Matchs

#### Match pour le titre
| Équipe 1  | Résultat | Équipe 2     | Aller | Retour |
| --------- | -------- | ------------ | ----- | ------ |
| AS Cavaly | 0 - 3    | Don Bosco FC | 0 - 2 | 0 - 1  |

## Bilan de la saison
| Championnat d'Haïti de football 2003 |                         |
| Champion                             | Don Bosco FC (2e titre) |
| Qualifications continentales         |                         |
| CFU Club Championship 2004           | Aucun                   |
| Promotions et relégations            |                         |
| Promus en Division 1                 | Aucun                   |
| Relégués en Division 2               | Aucun                   |